# Дзуккари, Франческо Мария
Франческо Мария Дзуккари, Цуккари (итал. Francesco Maria Zuccari; (1694—1788) — итальянский композитор и органист эпохи барокко.

## Биография
Точная дата рождения неизвестна. Уже в 1718 году Дзуккари служит органистом в базилике в Ассизи и с 1725 по 1727 год в качестве капельмейстера. В 1727 году, отказавшись от той же должности в Падуе, он согласился на перевод в Базилику XII апостолов в Риме. Позже он был первым органистом в Падуе с 1742 по 1749 год. В музыкальных фондах в Ассизи (Fondo di Cappella и Fondo del Maestro di Cappella) сохранились многочисленные рукописи и автографы его произведений, которые, вместе с некоторыми другими (например, сохранившимися в Болонье), составляют более четырёхсот композиций почти исключительно духовной музыки.
Также в музыкальное наследие Дзуккари предположительно входит цикл из 10 сонат для виолончели, записанных в анонимной рукописи XVIII века, хранящейся в библиотеке Сакро-Конвено в Ассизи, что нехарактерно для композитора почти исключительно церковной музыки. Если анализ графических элементов позволяет с уверенностью утверждать, что рукописи сонат принадлежат перу Дзуккари, сложно определить, являлся ли он простым переписчиком или он был автором сонат. Исследователи полагают,
что сонаты могли быть написаны для А. Вандини, посещавшего в этот период Ассизи. О интересе Дзуккари к виолончели свидетельствует наличие в самом фонде Ассизи серии «Упражнений для виолончели», датированных 1760 годом.

## Сочинения
Ансамблем Mvsica Perdvta в 2012 году под руководством маэстро Ренато Крискуоло выпущен компакт-диск с шестью сонатами для виолончели и бассо континуо.
- No. 1 in D (Basso Continuo: theorbo, harpsichord & baroque double bass)
- No. 2 in B-Flat (Basso Continuo: theorbo, organ & G violone)
- No. 3 in G (Basso Continuo: theorbo & organ)
- No. 4 in A Minor (Basso Continuo: theorbo, harpsichord & baroque double bass)
- No. 6 in C (Basso Continuo: theorbo & G violone)
- Sonata No. 8 in D Minor (Basso Continuo: theorbo, Harpsichord & baroque double bass / бассо континуо: теорба, харпсихорд и барочный контрабас)